# Aleksandar Šušnjar
Aleksandar Šušnjar (Perth, 19 de agosto de 1995) es un futbolista australiano que juega en la demarcación de defensa para el Newcastle United Jets F. C. de la A-League.

## Selección nacional
Tras jugar con la selección de fútbol sub-17 de Serbia y con la selección de fútbol sub-23 de Australia, finalmente hizo su debut con la selección de fútbol de Australia el 23 de marzo de 2018 en un encuentro amistoso contra Noruega que finalizó con un resultado de 4-1 a favor del combinado noruego tras los goles de Tore Reginiussen y un triplete de Ola Kamara para Noruega, y de Jackson Irvine para Australia.

## Clubes
| Club                        | País            | Año       | Partidos | Goles |
| --------------------------- | --------------- | --------- | -------- | ----- |
| F. K. Ekranas Panevėžys     | Lituania        | 2013-2014 | 34       | 6     |
| Perth SC                    | Australia       | 2015      | 4        | 1     |
| F. K. Donji Srem            | Serbia          | 2015-2016 | 23       | 1     |
| F. K. Jonava                | Lituania        | 2016      | 15       | 1     |
| CS Gaz Metan Mediaș         | Rumania         | 2016-2017 | 18       | 0     |
| F. K. Teplice               | República Checa | 2017      | 29       | 0     |
| F. K. Mladá Boleslav        | República Checa | 2018      | 7        | 0     |
| M. Š. K. Žilina (cedido)    | Eslovaquia      | 2018      | 14       | 0     |
| F. K. Mladá Boleslav        | República Checa | 2019      | 2        | 0     |
| Busan IPark F. C. (cedido)  | Corea del Sur   | 2019-2020 | 32       | 0     |
| F. K. Mladá Boleslav        | República Checa | 2020      | 0        | 0     |
| Macarthur F. C.             | Australia       | 2020-2023 | 53       | 2     |
| F. K. Novi Pazar            | Serbia          | 2023      | 3        | 0     |
| Perth Glory F. C.           | Australia       | 2023-2024 | 21       | 2     |
| Newcastle United Jets F. C. | Australia       | 2024-     | 19       | 1     |

## Palmarés

### Títulos nacionales
| Título  | Club            | País      | Año  |
| ------- | --------------- | --------- | ---- |
| FFA Cup | Macarthur F. C. | Australia | 2022 |